# The Shinee World (Doo-Bop)
The Shinee World (estilizado como The SHINee World) é uma canção escrita por Yoo Young-jin e interpretada pela boy band sul-coreana Shinee. O primeiro álbum de estúdio do grupo e, posteriormente, a primeira turnê receberam o nome dessa canção. Também refere-se ao fã clube oficial do Shinee nomeado The Shinee World, abreviado como Shawol.

## Versão coreana
A versão coreana da canção foi escrita e composta por Yoo Young Jin e interpretada pelo grupo SHINee. Foi lançada como uma faixa do primeiro álbum de estúdio em coreano do grupo em 29 de agosto de 2008, na Coreia do Sul sob o rótulo da SM Entertainment.
"The Shinee World" foi escolhida como single promocional além do single "Sanso Gateun Neo (Love Like Oxygen)" para as promoções oficiais do álbum. O grupo cantou a música em vários programas, incluindo Music Bank, M! Countdown e Inkigayo.
A canção também foi a música de abertura para a primeira turnê asiática do grupo, Shinee World. Mais tarde, a versão rock remixada da música passou a ser incluída no setlist de sua segunda turnê asiática, Shinee World II. Também foi apresentada na SMTown Live '10 World Tour e SMTown Live World Tour III.

## Versão japonesa
A versão japonesa da canção foi lançada como uma faixa na edição regular do primeiro álbum japonês do SHINee, The First, que foi lançado em 7 de dezembro de 2011, no Japão sob o rótulo da EMI Music Japan. A letra foi escrita por Kanata Nakamura. Esta versão da canção foi incluída no setlist da primeira turnê japonesa do grupo, Shinee World 2012 para as promoções oficiais do álbum.